# Brian Davidson

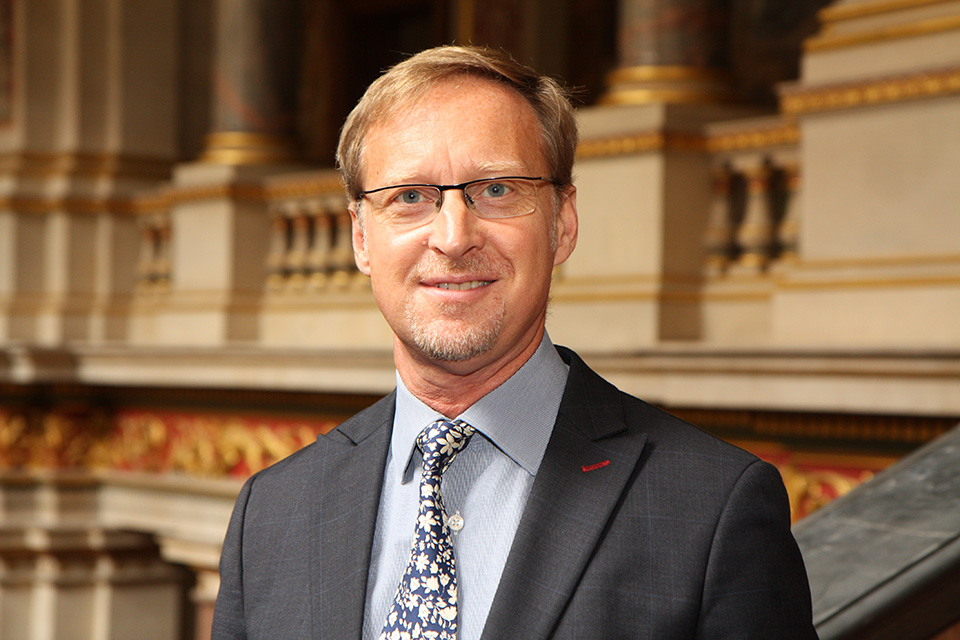
Brian John Davidson

Brian John Davidson CMG (* 28. April 1964 in Holywood) ist ein britischer Diplomat.

## Leben
Davidson wuchs in Holywood, Nordirland, auf. Er studierte Rechtswissenschaften am  Trinity College in Cambridge. Seit 1985 ist er für das Foreign and Commonwealth Office als Diplomat tätig. Von 2006 bis 2010 war Davidson als Nachfolger von Chris Wood Generalkonsul am Britischen Generalkonsulat in Guangzhou. Von 2011 bis 2015 war er als Nachfolger von Carma Elliot Generalkonsul am Britischen Generalkonsulat in Shanghai. Seit 2016 ist Davidson als Nachfolger von Mark Kent Botschafter des Vereinigten Königreiches in Thailand. Davidson ist mit Scott Chang verheiratet.